# Carl Otto Harz
Carl (Karl) Otto Harz (Gammertingen, 28 de noviembre de 1842 - Múnich, 5 de diciembre de 1906) fue un farmacéutico, botánico y micólogo alemán.

## Biografía
Después de pasar tiempo como pasante en varias farmacias, estudió botánica en la Universidad Humboldt de Berlín. Más tarde, se trasladó a Múnich, donde se desempeñó como profesor en la Universidad Técnica de Múnich (desde 1873) y en el Tierärztlichen Hochschule (desde 1874). En 1880 fue nombrado profesor de botánica y farmacognosia en el Tierärztlichen Hochschule.
En 1877, con el patólogo Otto Bollinger, llevó a cabo los primeros estudios de actinomicosis en ganado, y se le atribuye nombrar el agente causal " actinomices bovis ". A partir de sus observaciones, supo que el culpable era un moho, en relación con los géneros Botrytis o Monosporium.
Como taxónomo, circunscribió un número de variedades de la especie Cucurbita pepo.

## Algunas publicaciones
- 1868. Beitrag zur Kenntniss des Polyporus Officinalis Fr (Contribución al conocimiento de Polyporus officinalis Fr.
- 1872. Einige neue Hyphomyceten Berlins und Wiens (Tratado de algunos nuevos Hyphomycetes de Berlín y Viena).
- 1875. Beiträge zur Kenntniss der Pflanzenbezoare des Pferdes und des Rindes (Contribuciones al conocimiento de los bezoares de plantas en caballos y ganado).
- 1885. Landwirthschaftliche Samenkunde. Handbuch für Botaniker, Landwirthe, Gärtner, Droguisten, Hygieniker.

Harz realizó contribuciones en Flora von Deutschland de Schlechtendal.

## Eponimia
- (Ceratostomataceae) Harzia  Costantin 1888.
- (Chaetomiaceae) Harziella Kuntze 1891.[5]